# Annemasse
Annemasse este un oraș în Franța, în departamentul Haute-Savoie, în regiunea Ron-Alpi. 

## Personalități născute aici
- Valentin Paret-Peintre (n. 2001), ciclist.

1. ↑  répertoire géographique des communes, accesat în 26 octombrie 2015
2. ↑  dataset of postal codes in France, 1 octombrie 2018